# Berberis montana
Berberis montana ist eine Pflanzenart aus der Familie der Berberitzengewächse (Berberidaceae). Sie stammt aus Chile und Argentinien. Die Art wurde 1845 von Claude Gay in Flora chilena beschrieben.

## Beschreibung
Berberis montana ist ein Strauch, der Wuchshöhen von bis zu 2 Meter erreicht. Die Rinde der Äste und Zweige ist glatt, rotbraun bis grau gefärbt und weist Längsrisse auf; bei jungen Zweigen ist die manchmal behaart; mit zunehmendem Alter wird sie faserig. Die Dornen sind dreiteilig, die Dornäste 3 bis 15 Millimeter lang; bisweilen sind die seitlichen Dornäste nicht oder nur unvollständig ausgebildet.
Die ganzrandigen Laubblätter sind eiförmig, eiförmig-lanzettlich oder länglich, 5 bis 18 Millimeter lang und 1,5 bis 9 Millimeter breit. Die Ansatzstelle des Blattes am Zweig bleibt nach dem Blattfall als 2 bis 3 Millimeter langer Stumpf erhalten.
Der Blütenstand besteht aus einer einzelnen Blüte oder einem doldenähnlichen Büschel aus zwei bis drei Blüten. Die gelb-orangen Blüten sind 0,6 bis 1,2 Zentimeter lang gestielt und werden etwa 3,5 bis 6 Millimeter lang. Die Blüten enthalten ungefähr 15 Blütenhüllblätter.
Die kugelförmige Frucht hat einen Durchmesser von ungefähr 8 Millimeter und weist einen 1 bis 2 Millimeter langen Griffel auf und enthalten etwa sieben Samen, die ungefähr 4 Millimeter lang sind.
Berberis montana blüht in ihrer Heimat von November bis Januar, sie fruchtet von Januar bis März.
Die Chromosomenzahl beträgt 2n = 28.

## Verbreitung
Die in ihrer Heimat Palo amarillo genannte Pflanzenart ist in Chile von der Region Valparaíso südwärts bis zur Region Región de los Lagos und in Argentinien in der Umgebung von Lago Nahuel Huapi und nahe dem Vulkan Copahue (an der Grenze zu Chile) endemisch. Berberis montana ist ein Strauch des Waldes sowie offener Flächen und wächst in Höhenlagen nahe der Baumgrenze.
Es sind Hybriden zwischen Berberis montana und der Krähenbeerblättrigen Berberitze (Berberis empetrifolia) bekannt.

## Synonyme
Für Berberis montana gibt es viele Synonyme:
- Berberis coletioides Lechler
- Berberis coletioides var. gracilis (C.K.Schneider) Ahrendt
- Berberis polypetala Phil.
- Berberis buxifolia var. montana (Gay) Reiche
- Berberis montana var. gracilis C.K.Schneider
- Berberis montana var. chillanensis C.K.Schneider
- Berberis montana var. coletioides (Lechler) C.K.Schneider
- Berberis chillanensis (C.K.Schneider) Sprague ex Bean
- Berberis chillanensis var. hirsutipes Sprague
- Berberis cabrerae Job.